# David Hego
David Hego est un directeur artistique de jeux vidéo français.
Originaire de Dunkerque, il travaille pour Infogrammes puis Argonaut Games.
En 2004, il rejoint Rocksteady Studios et devient directeur artistique de la série Batman: Arkham,.